# 寺田ちひろ
寺田 ちひろ（てらだ ちひろ、1987年12月23日 - ）は、日本のフリーアナウンサー、モデル、タレント、気象予報士、防災士。

## 来歴
愛知県出身。滝高校、法政大学人間環境学部卒業。
2007年、Bibusから生まれ、ユーザー投票によって育てられた「Bibus Music Club」(BMC)の1期生に選ばれた。会員番号は「15」。2008年には、BMC内のテクノポップユニット「もも色♡ハピニャス@BMC」として活動。
2009年3月まで砂岡事務所（劇団ひまわり系列）に所属していたが、その後、セント・フォースに所属。当初所属していたスプラウト部門の分社後も「移籍」せずに本社に残留している。
2017年8月に行われた気象予報士試験に合格した。ウェザーマップが運営する気象予報士受験スクール「気象予報士講座クリア」で講師を務めている。
2019年9月14日、警視庁立川警察署の一日署長を務めた。

## 人物
身長160cm。気象予報士、防災士、チャイルドマインダー、声優能力検定1級、漢検2級、英検2級の資格を所持する。
趣味は読書、シュノーケリング。家族は父母、姉がいる。

## 出演

### テレビ
- 王様のデザート（2020年10月 - ）

#### 過去の出演
- NHK高校講座・世界史（2008年4月 - 2012年3月、NHK教育） - 聞き手（司会）[9]
- 2010FIFA ワールドカップ 南アフリカ デイリーハイライト「ジャンルカなう」（スカパー!、2010 FIFAワールドカップの期間中）
- ZIP!（2011年4月 - 12月、日本テレビ） - HATE NAVIコーナー担当
- Jリーグアフターゲームショー（2010年3月 - 2012年2月、スカチャン）- アシスタント
- マッチデーJリーグ・J2編&PLUS編（2012年3月 - 12月、スカチャン・BSスカパー!）- アシスタント　Jリーグアフターゲームショーの事実上の続編
- 女子アナの罰（2013年8月25日・10月3日・10日（いずれも未明）、TBSテレビ）
- ビジネス・クリック（2009年10月15日未明 - 2011年9月30日未明・2014年4月5日未明 - 2015年9月27日未明、TBSテレビ） - ナビゲーター（木曜→金曜→土曜（いずれも未明）の担当）
- Jリーグマッチデーハイライト（2013年3月 - 2016年2月、スカチャン・BSスカパー!）- マッチデーキャスター
- 王様のブランチ（2011年4月2日 - 2016年3月26日、TBSテレビ） - ブランチリポーター
- 関根勤 KADENの深い夜（2016年4月7日 - 2017年3月30日、BS11） - 初代Bar11バーテンダー（第1回～第52回）
- ビジネスリポート NEO（2016年 - ?、テレビ東京） - ナビゲーター
- 鉄道紀行 ニッポンぶらり鉄道旅 （NHK BSプレミアム） - 旅人
  - 第77回（2016年9月1日）
  - 第182回 (2020年3月5日)
- news every.（2017年4月3日 - 2019年9月27日、日本テレビ） - カルチャーキャスタ
- 日テレNEWS24（2020年8月 - 2022年2月、キャスター）

### ラジオ
- ミュージックパトロール チェキラ!（2014年4月 - 2015年3月、NHK第1） - ディスクジョッキー（玉木碧と共演）

### ウェブテレビ
- 柴田阿弥のThe NIGHT（2018年4月6日 -  12月29日、AbemaTV） - アシスタント。ローテーション出演。

### ドラマ
- キスから始まるストーリー 第5話『残り5分のファーストキス』（2009年、NHKデジタルラジオ・ワンセグ） - 主演・サオリ役

### 映画
- 妄想少女オタク系（2007年） - 渡辺真知役
- リメンバー・ミー（2018年） - 「死者の国」の旅行者（女性） 役（吹き替え）[10]

### 舞台
- 舞台版 イタズラなKiss ～恋の味方の学園伝説～（2008年） - 白石純役

### ファッションショー
- NOZOMI ISHIGURO PRESENTATION COLLECTION AUTUMN/WINTER S2007 - 2008（2007年4月1日、シアター代官山）

### ゲーム
- Jリーグ プロサッカークラブをつくろう!7 EURO PLUS（2011年8月4日、セガ PlayStation Portable）
  - 本人役で出演。作品内の設定は、架空のテレビ局の新人リポーター役であり、現実での『Jリーグアフターゲームショー』のアシスタント担当であることを意識した設定になっている。

### CM
- ネイチャーラボ「トゥビーホワイト」（セント・フォースグループのタレント4名と共演）

## 作品

### DVD
- Sweet Valentine - 『天文17年のバレンタイン』 - （2008年2月14日、BM.3） - 緒方由美役

### CD
- 『ひとりじめ☆Teacher/ねぇ...会いたい』Bibus Music Club（2007年10月24日、SME）
- 『恋ア・ラ・モード/ラブレター』もも色ハピニャス@BMC（2008年2月27日、SME）

### 写真集
- ちひろ（2011年12月19日、ワニブックス、撮影：唐木貴央）ISBN 978-4-8470-4415-1